# Incidenza (geometria)
In matematica due insiemi sono incidenti quando hanno almeno un elemento in comune, ossia quando la loro intersezione non è vuota.
In geometria descrittiva l'incidenza indica anche l'intersezione di due insiemi nel piano o nello spazio euclideo, considerando anche i punti impropri.
Ad esempio, il punto d'incidenza di due rette distinte nel piano è il loro punto d'intersezione; similmente nello spazio si hanno il punto d'incidenza di un piano e di una retta non contenuta in esso, oppure la retta d'incidenza di due piani distinti.
La sezione di una figura piana rispetto a una retta o di una figura solida  rispetto ad un piano sono casi particolari di incidenza.

## Esempi d'incidenza nel piano

### Punto d'intersezione tra due rette complanari
È un punto {\displaystyle Q}, che è comune a due rette {\displaystyle r} ed {\displaystyle s}, appartenenti entrambe allo stesso piano {\displaystyle \pi }. In simboli:
{\displaystyle \exists r,s\in \pi {\text{ tale che }}r\cap s=Q.}
Il punto {\displaystyle Q} prende il nome di punto proprio. Nel caso in cui {\displaystyle \pi } sia il piano cartesiano, chiamiamolo {\displaystyle \Pi }, possiamo riscrivere il tutto:
{\displaystyle \exists r,s\in \Pi {\text{ tale che }}r\cap s=Q\in \mathbb {R} ^{2};}
dove con {\displaystyle \mathbb {R} ^{2}} si intende il prodotto cartesiano tra {\displaystyle \mathbb {R} } ed {\displaystyle \mathbb {R} }. Con ques'ultima notazione non facciamo altro che dire che {\displaystyle Q} fa parte del piano cartesiano e che viene individuato da una coppia di numeri {\displaystyle (x,y)\in \Pi }, ossia le sue coordinate.
Nel caso in cui {\displaystyle r\parallel s}, {\displaystyle Q} prende il nome di punto improprio.
Esempio:
Date le due rette di equazione {\textstyle r:y=x+1} e {\displaystyle s:y=-2x-2}, per trovare il punto d'intersezione è sufficiente risolvere il sistema:
{\displaystyle {\begin{cases}y=x+1\\y=-2x-2\end{cases}}}
Risulterà quindi che il punto d'intersezione sarà  {\displaystyle Q=(-1,0)}.
La complanarità tra due rette assegnate {\displaystyle r} ed {\displaystyle s}, disposte nello spazio, può essere verificata solo quando si eseguono almeno due proiezioni, sia centrali sia parallele, di tali rette {\displaystyle r} e {\displaystyle s}. Per esempio, nel metodo di Monge (che fa parte della categoria delle proiezioni parallele), la complanarità può essere verificata quando le proiezioni ortogonali del punto d'intersezione tra le dette rette {\displaystyle r} ed {\displaystyle s} appartengono a una stessa retta di richiamo.

## Esempi d'incidenza nello spazio

### Retta d'intersezione tra due piani
La retta d'intersezione tra due piani {\displaystyle \alpha } e {\displaystyle \beta } può essere individuata determinando due punti {\displaystyle P} e {\displaystyle Q} comuni a tali piani. Nel caso in cui tali piani {\displaystyle \alpha } e {\displaystyle \beta } sono tra loro paralleli si ha che tali punti {\displaystyle P} e {\displaystyle Q} sono entrambi impropri.

#### Applicazione
La determinazione di una retta {\displaystyle u} comune a due assegnati piani {\displaystyle \alpha } e {\displaystyle \beta }, consiste nel eseguire, in ordine, le seguenti operazioni:
- Determinare un primo punto {\displaystyle P} comune ad {\displaystyle \alpha } e {\displaystyle \beta }:
  - Si assume un piano ausiliario {\displaystyle \gamma }. Tra gli infiniti piani ausiliari che si possono assumere, spesso per la facilita d'uso, si sceglie quello che ha giacitura verticale.
  - Si determinano {\displaystyle r} e {\displaystyle s}, rispettivamente: come rette d'intersezione tra il piano ausiliario {\displaystyle \gamma } con {\displaystyle \alpha } e {\displaystyle \beta }.
  - Infine si individua il punto cercato {\displaystyle P}, come intersezione tra le rette determinate {\displaystyle r} e {\displaystyle s}.
- Si ripetono le operazioni precedenti per determinare un secondo punto {\displaystyle Q}, anch'esso comune ai piani assegnati {\displaystyle \alpha } e {\displaystyle \beta }. A tale fine e per facilitare tali operazioni, è preferibile assumere un secondo piano ausiliario delta che sia parallelo a {\displaystyle \gamma }. In questo modo delta seziona i piani {\displaystyle \alpha } e {\displaystyle \beta } secondo due rette paralleli a {\displaystyle r} e {\displaystyle s}.

### Punto d'intersezione di una retta con un piano
Dati una retta e un piano {\displaystyle \alpha } non passante per {\displaystyle r} (vedi figura). Il punto d'intersezione {\displaystyle S} tra gli elementi dati, il quale può essere improprio quando {\displaystyle r} risulta parallela ad {\displaystyle \alpha }, altrimenti proprio, quando {\displaystyle r} è inclinata rispetto ad {\displaystyle \alpha }. Per determinare tale punto {\displaystyle S}, si procede come di seguito:
- si fa passare per {\displaystyle r} un piano ausiliario {\displaystyle \beta };
- si determina una retta {\displaystyle s} come intersezione tra i piani {\displaystyle \alpha } e {\displaystyle \beta };
- si individua, in ultimo, il punto cercato {\displaystyle S} come intersezione tra la rette {\displaystyle r} e {\displaystyle s}.

Si tiene presente che nel caso in cui risulta che tali rette {\displaystyle r} e {\displaystyle s} sono tra loro paralleli, significa che {\displaystyle r} è parallela al piano {\displaystyle \alpha }.

## Incidenza di una rettarcon una superficie proiettiva

### Incidenza dircon un cilindro
Date le proiezioni ortogonali di un cilindro {\displaystyle K} e di una retta {\displaystyle r}, in cui è stabilito che {\displaystyle K} ha base circolare appartenente al primo piano di proiezione {\displaystyle \pi _{1}} e asse inclinato rispetto a tale piano, si vuole determinare eventuali punti d'incidenza di {\displaystyle r} con {\displaystyle K}.
Il concetto d'intersezione di una retta {\displaystyle r} con cilindro {\displaystyle K} si basa sul fatto che i piani che passano per il vertice di {\displaystyle K} ( cioè parallele al suo asse) lo sezionano seconda due generatrici (in questo caso sono due rette), e poiché un punto improprio (vertice del cilindro) e la retta data {\displaystyle r} individuano un solo piano {\displaystyle \alpha }, per cui, è sufficiente individuare tale piano {\displaystyle \alpha } per risolvere il problema in questione. Per inciso:
- La prima traccia di {\displaystyle \alpha } si individua unendo la prima traccia di {\displaystyle r} con la prima traccia di un'altra retta {\displaystyle s} complanare a {\displaystyle r} e parallele all'asse del cilindro {\displaystyle K}.
- Dove la prima traccia di {\displaystyle \alpha } interseca la base inferiore di {\displaystyle k}, passano le due generatrici, {\displaystyle m} e {\displaystyle n}, d'intersezione tra {\displaystyle \alpha } e {\displaystyle K}.
- In ultimo, i punti d'incidenza di {\displaystyle r} con {\displaystyle K}, si individuano come intersezione delle dette generatrici {\displaystyle m} e {\displaystyle n} con {\displaystyle r}.

Nota importante: con procedimento analogo, come sopra, è possibile determinare l'intersezione di una retta con qualsiasi tipo di superficie proiettiva, come le superfici coniche, le piramidi, i prismi.